# Germany 1985
 Germany 1985 est un jeu vidéo de type wargame créé par Roger Keating et publié par Strategic Simulations en 1982 sur Apple II, puis porté en 1984 sur Commodore 64. Le jeu se déroule pendant une Troisième Guerre mondiale hypothétique. Il simule une offensive du Pacte de Varsovie au sud de l’Allemagne de l'Ouest et la tentative de l’OTAN pour la stopper. Pour gagner, le joueur doit prendre le contrôle d’un maximum de villes. Il est possible d’utiliser des écrans de fumée pour couvrir une attaque ou une retraite,. Il a notamment été récompensé par le Tilt d'or du meilleur jeu de stratégie de l’année par le magazine Tilt en 1985. Il est le premier volet d'une série de quatre jeux de guerre développée par Roger Keating et baptisée When Super Powers Collides. Il est suivi de RDF 1985 (1983), Baltic 1985 (1984) et Norway 1985 (1985).

## Système de jeu
Germany 1985 se déroule sur une carte divisée en cases hexagonales, qui forment une grille de 39x28 cases. Seule une fraction de la carte (de 13x9 cases) est affichée à l’écran et, comme dans Southern Command, le joueur peut faire défiler l’écran pour observer une autre fraction du terrain. Il peut également accéder à une vue d’ensemble de la carte en appuyant sur la touche P. Différents types de terrains sont représentés sur la carte, incluant des forêts, des rivières et des routes. Les troupes sont représentées par bataillons d’un même type d’unité. Le jeu propose deux scénarios différents. Dans les deux, l’objectif est de prendre le contrôle de villes, de villages et d’aérodromes en amenant sur les cases correspondantes une unité.  Le jeu se déroule au tour par tour, chaque tour correspondant à environ quatre heures. La partie se termine après entre 20 et 22 tours mais peut être continuée jusqu’à 240 tours. À chaque tour, le joueur peut commander ses unités par l’intermédiaire du clavier. Il peut ainsi définir leurs déplacement et leurs assigner des ordres ou des modes. Les ordres permettent entre autres de faire appel au soutien de l’aviation ou de l’artillerie, de réorganiser une unité, d’avancer en attaquant, de capturer un village ou de quitter la carte. Outre ces ordres, le joueur peut aussi changer le mode d’opération des unités (normal, transport, attaque, défense, support…). Les combats entre unités sont initiés en déplaçant une unité à côté d’une unité ennemie. Outre la puissance et l’efficacité des troupes directement impliquées, les combats prennent en compte de nombreux paramètres dont le nombre d’unités en vue, la distance qui sépare les unités de leurs quartiers généraux, la présence de troupes de support, le terrain, le mode d’opération et les éventuels tirs de barrage de l'artillerie.

## Développement et publication
Germany 1985 est développé par Roger Keating qui, pour créer son moteur de jeu, repart de celui de son précédent titre, Southern Command. Le jeu est publié par Strategic Simulations en 1982 sur Apple II. Il est ensuite porté sur Commodore 64 en février 1984,.

## Accueil
| Germany 1985 |      |       |
| Média        | Nat. | Notes |
| Tilt         | FR   | 6/6   |
| Zzap!64      | RU   | 97 %  |

À la sortie du jeu, le major Mike Chamberlain, un officier de l’United States Army ayant servi pendant huit ans en Allemagne, explique dans le magazine Computer Gaming World qu’après avoir attendu impatiemment la sortie du jeu, il n’a « pas été déçu » par celui-ci. D’après lui, le jeu présente en effet d’une manière raisonnable le défi que poserait un tel conflit à un commandant en prenant en compte de nombreux paramètres, dont le support aérien, la supériorité aérienne, la priorisation des cibles ou l’allocation des renforts. Il ajoute que, combiné avec sa fluidité et la puissance de l’adversaire, ces éléments font de Germany 1985 un « excellent wargame ». Il juge également que si son système de jeu est basé sur celui de Southern Command, il propose suffisamment d’améliorations et de nouvelles options, dont la possibilité de commander n’importe lequel des deux camps, pour qu’il constitue une bonne affaire malgré son prix important. Le seul défaut qu’il met en avant concerne quelques erreurs dans le manuel d’instruction, qu’il juge irritantes mais qui d’après lui ne doivent pas empêcher les fans de wargames d’essayer le jeu. Le magazine Creative Computing s’attarde principalement sur la difficulté du programme en expliquant qu’il n’est pas destiné aux wargamers inexpérimenté et que même les experts du genre auront du mal à gagner avec l’OTAN contre les soviétiques . Pour Neil Shapiro, du magazine Electronic Games, Strategic Simulations a réussi, avec Germany 1985, a transformé un sujet complexe en un programme sur ordinateur « compréhensible et accessible ». Il estime qu’il propose le système de jeu « le plus avancé » qu’on puisse trouver dans un wargame et note que s'il attend quelques améliorations de ce dernier dans ses suites, il mérite néanmoins d’être considéré comme une référence dans le domaine. Techniquement, il juge que la carte en haute résolution du jeu est « superbe » avec sa représentation en couleur de tous les éléments importants. Il salue également la simplicité du système permettant de faire défiler la carte pour observer ses différentes zones ainsi que la facilité avec laquelle le joueur peut déplacer ses troupes. Il estime enfin que l’ordinateur constitue un adversaire très difficile à battre mais qu’avec un peu d’entrainement, le joueur doit pouvoir en venir à bout. Globalement, il juge que son système de jeu parvient à simuler de manière « remarquable » la façon dont un conflit de ce type se déroulerait, grâce notamment à la fluidité et à la rapidité du programme ou à la façon dont sont gérés les combats. Il conclut que si le jeu demande un certain temps d’apprentissage, cet effort sera largement récompensé.
Le jeu a notamment été récompensé par le Tilt d'or du meilleur jeu de stratégie de l’année par le magazine Tilt en 1985.

## Postérité
Germany 1985 est le premier volet d'une série de quatre wargames, qui partagent le même moteur de jeu et le même contexte historique, développés par Roger Keating et publié par Strategic Simulations sous le titre When Super Powers Collides. Le deuxième volet de la série, RDF 1985, est publié en 1983 et simule la réaction des États-Unis à une invasion soviétique de l’Arabie Saoudite. Le troisième, Baltic 1985, est publié en 1984 et simule une invasion soviétique dans le nord de l’Europe. Enfin, le quatrième, Norway 1985, est publié en 1985 et simule une invasion terrestre de la Norvège et la réponse de l’OTAN à cette attaque,,. Pour refléter le fait que ces trois suites sont basées sur le même moteur que Germany 1985, Strategic Simulations les publie à moindre prix que le jeu original. Les premières éditions de ces trois suites ne sont par contre pas livrées avec leur livre de règle (qu’elle partage avec le jeu original) et les joueurs qui ne possèdent pas Germany 1985, mais souhaitent le consulter, doivent donc le commander à part. Outre les quatre épisodes de la série, Roger Keating et Strategic Simulations prévoit initialement de publier une cinquième disquette devant permettre aux possesseurs des précédents volets de créer leurs propres scénarios en modifiant par exemple le planning d’arrivé des unités, leurs positions ou la configuration du terrain .